# Censura di Internet nella Repubblica Popolare Cinese
La censura di Internet nella Repubblica popolare cinese viene effettuata in base a varie leggi e regolamenti amministrativi creati dal governo dal 1996. Per applicarli, hanno costruito un Great Firewall in grado di filtrare il contenuto che viene pubblicato. Questo filtraggio può essere eseguito da elenchi di blocchi IP, parole chiave censurate, avvelenamento DNS, tra gli altri. Si stima inoltre che abbia brigate Internet composte da 30.000 membri, che cercano di controllare i contenuti attraverso l'applicazione delle leggi. Dall'implementazione del firewall ci sono stati vari conflitti con aziende come Google e sono state criticate per aver perseguito i dissidenti del governo per aver pubblicato opinioni su Internet.

## Leggi e motivazioni del governo
Con la crescita costante di Internet in Cina, il governo è stato irremovibile nella sua posizione di controllare i contenuti a cui i suoi cittadini possono accedere. Da quando hanno consentito l'uso commerciale di Internet - anno 1995 - il governo ha emanato almeno sessanta regolamenti con l'obiettivo di controllare il contenuto che viene divulgato.
All'interno di tali leggi spicca l'articolo 5 del “Computer Information Network and Internet Security, Protection and Management Regulations” del Ministero della Pubblica Sicurezza, emanato nel 1997:
Nessuna unità o individuo può utilizzare Internet per creare, riprodurre, recuperare o trasmettere i seguenti tipi di informazioni:
1. Incitamento a resistere o violare la Costituzione o le leggi o l'applicazione di norme amministrative;
2. Incitamento a rovesciare il governo o il sistema socialista;
3. Incitare alla divisione del Paese, nuocere all'unificazione nazionale;
4. L'incitamento all'odio o alla discriminazione tra nazionalità o lesione dell'unità delle nazionalità;
5. Fare menzogne o travisare la verità, diffondere voci, distruggere l'ordine della società;
6. Promozione di superstizioni feudali, materiale sessualmente allusivo, gioco d'azzardo, violenza, omicidio;
7. Impegnarsi in atti di terrorismo o incitare altri ad attività criminali; insultare apertamente altre persone o distorcere la verità per calunniare le persone;
8. Danneggiare la reputazione degli organi dello Stato;
9. Altre attività contrarie alla Costituzione, alle leggi o ai regolamenti amministrativi.

L'articolo 8 dello stesso regolamento cita:
“Le unità o le persone impegnate in attività su Internet devono accettare la supervisione, l'ispezione e la direzione della sicurezza dell'organizzazione di Pubblica Sicurezza. Ciò include fornire all'organizzazione di pubblica sicurezza informazioni, materiali e documenti digitali e aiutare l'organizzazione di pubblica sicurezza a conoscere e gestire correttamente gli incidenti relativi a violazioni della legge e attività criminali legate alle reti informatiche.
La restrizione del contenuto ha origine da questi articoli ed è possibile perché hanno anche affermato che:
“Tutti i collegamenti diretti a Internet devono passare attraverso ChinaNet, GBNet, CERNET o CSTNET”
Con questo, il governo cinese ha il potere di intercettare e confrontare le informazioni con un elenco di parole chiave o siti Web e quindi filtrare il contenuto che viene mostrato all'utente, contenuto in opposizione alle leggi sopra indicate. Ciò che il governo cerca con questi regolamenti non è solo di evitare possibili tentativi di rovesciamento dovuti all'influenza che i contenuti di Internet possono avere sui suoi cittadini, ma anche di "proteggerli" da contenuti pornografici, violenti, tra gli altri.
Per applicare queste leggi, hanno costruito un firewall che controlla tutti i contenuti Internet che circolano nel paese, oltre alla creazione di brigate Internet che cercano di mantenere il rispetto di queste, una brigata che conta circa 30.000 membri.

## Great Firewall
Per imporre la censura su Internet, il governo ha costruito quello che è noto come il "Great Firewall della Cina" o ufficialmente come il Golden Shield Project. Il progetto è iniziato nel 1998 ma è operativo dal 2003, nonostante ciò va notato che dal 1996 ci sono stati blocchi di siti web.
Funziona intercettando le richieste inviate dai computer all'interno della rete in Cina. Il firewall lo analizza e determina se lasciarlo passare, altrimenti invia un messaggio di errore o reindirizza la richiesta.
Il firewall ha diversi metodi per eseguire il blocco, tra cui possiamo citare: blocco IP, filtro URL, filtro DNS, ripristino della connessione, tra gli altri.
Proprio come sono emerse norme più severe in questo settore, sono stati sviluppati anche metodi per aggirare il blocco. ciò avviene, ad esempio, attraverso l'utilizzo di una Rete virtuale privata (VPN) o anche attraverso la creazione di contenuti in codice che riesca ad aggirare i filtri. Anche l'architetto di questo sistema di blocco ha confessato di aver utilizzato le VPN per aggirare le restrizioni, pur chiarendo che ciò non è per scopi politici o per critiche al governo.
Dalla creazione delle politiche per la regolamentazione dei contenuti di Internet e dall'attuazione del Great Firewall, si sono verificati vari eventi e conflitti che hanno coinvolto sia il governo del Paese che le aziende legate a Internet e cittadini cinesi.
Alcuni di questi sono elencati di seguito:
1. Nel 2010, Google ha reindirizzato i suoi visitatori al portale di Google a Hong Kong, dove non si applicano le leggi sulla censura, dopo aver accusato il governo cinese di aver attaccato la sua infrastruttura. L'autorità del paese lo ha definito inaccettabile e ha minacciato di rimuovere la licenza di Google nel paese.
2. Nel marzo 2011, Google ha accusato il governo cinese di aver interrotto il servizio Gmail. Il governo allude al fatto che ciò sia dovuto a problemi tecnici dell'azienda e non al loro intervento.[5]
3. Infine, Google decide ufficialmente di ritirarsi dalla Cina[12] e smettere di fornire contenuti censurati – nonostante questa pratica, Google ha indicato con un messaggio quando alcuni contenuti sono stati bloccati[13] – mentre altre società come Microsoft o Yahoo! mantengono la loro posizione per partecipare al mercato cinese.[14]
4. D'altra parte, le leggi attuate dal governo hanno consentito l'utilizzo di contenuti Internet filtrati per imprigionare o detenere attivisti o dissidenti del regime. Le accuse per le quali sono accusati sono legate alla creazione e diffusione di contenuti critici nei confronti del governo su Internet e vanno dagli arresti a diversi anni di carcere.[1] Ne è un esempio il caso degli attivisti arrestati per aver chiesto proteste, attraverso Internet e ispirati dai conflitti in Medio Oriente avvenuti all'inizio del 2011. Vale anche la pena ricordare il caso di Li Zhi, accusato di sovversione e condannato a otto anni di reclusione per aver criticato la corruzione nel Paese.[15][16]
5. In molte di queste accuse e incarcerazioni di cittadini che hanno divulgato informazioni sensibili su Internet ci sono state accuse e critiche a grandi aziende come Yahoo! E Microsoft, che hanno fornito le informazioni per portare a termine i processi, come il caso di Li Zhi o quello dei blogger a cui Microsoft ha chiuso i suoi account.[15]
6. Il 26 ottobre 2012, il governo cinese ha bandito il quotidiano online The New York Times dopo aver mostrato in un rapporto che il presidente cinese, i suoi parenti e collaboratori avevano accumulato illecitamente milioni di dollari come parte della sua fortuna personale. Allo stesso modo, tutte le ricerche relative al rapporto sono state censurate su Sina Weibo (l'equivalente cinese di Facebook).

Infine, il governo cinese si difende dalle accuse di censura e arresti per pubblicazione di contenuti sul web, sostenendo che non si sono verificati casi in cui sia stato effettuato un arresto per il solo fatto di pubblicare contenuti, ricordano inoltre che: “. .. La legislazione in Occidente ha fondamentalmente obiettivi e principi legislativi simili ai tuoi…”.

## Polizia di Internet o brigate di Internet
Funziona con migliaia di dipendenti e funzionari che operano non solo su Internet, ma anche alla radio e alla TV. A causa delle pressioni del governo, è diventata una priorità per le aziende cinesi rispettare le normative Internet. Ebbene, richiedono alle aziende di autocensurarsi e incoraggiarle ad assumere migliaia di persone per monitorare i contenuti.
A sua volta, questa situazione ha creato una nuova industria redditizia e in crescita: fabbriche di censura, come Beyondsoft, che tengono nascosti i media o le società online per cui lavorano per motivi di riservatezza. Nelle sue fabbriche di revisione dei contenuti impiega più di quattromila dipendenti, una cifra superiore a quella del 2016, che era di circa duecento. I dipendenti rivedono e censurano i contenuti giorno e notte.
Dette brigate internet sono suddivise in turni e ambiti tematici, come la politica o la ricerca diretta di contenuti profani o volgari. Ogni lavoratore è tenuto a controllare tra 1.000 e 2.000 articoli durante il proprio turno. Gli articoli caricati sull'app di notizie devono essere approvati o rifiutati entro un'ora.
Elenco delle piattaforme e dei siti Web più popolari su Internet:
Social media
Facebook, Twitter, Instagram, Pinterest, Tumblr, Snapchat, Picasa, WordPress.com, Blogspot, Blogger, Flickr, SoundCloud, Google+, Google Hangouts, Hootsuite.
Apps
Google Play, WhatsApp (da giugno 2017 WhatsApp ha sofferto di problemi intermittenti, fino al blocco definitivo a fine settembre), Messenger, Viber, Telegram, Line, Periscope, KaKao Talk, Discord.
Motori di ricerca
Google, Ask.com, Duck Duck Go, Yahoo, ecc.
Piattaforma video
YouTube, Vimeo, Daily Motion, Nico Video.
Media
The New York Times, Financial Times, The Wall Street Journal, The Economist, Bloomberg, Reuters, The Independent, Le Monde, L’Équipe, Google News, Wikipedia, Wikileaks.
Piattaforme di streaming
Netflix (nessun servizio ma accessibile al web), Amazon Prime Video, Hulu (nessun servizio ma accessibile al web), Crunchyroll, Twitch, BBC iPlayer, Spotify, SoundCloud, Pandora Radio.
Piattaforme di lavoro
Google Drive, Google Docs, Gmail, Google Calendar (in generale, tutti i servizi Google), Dropbox, ShutterStock, Slideshare, Slack, iStockPhotos, WayBackMachine, Scribd, Xing, Android, y otras webs VPN.
contenuto pornografico
Tutte le pagine porno sono bloccate, senza eccezioni.
Tuttavia, i 1,4 miliardi di abitanti del Paese più popoloso del mondo navigano nell'intranet cinese, dove sono state create alternative locali che offrono tutti quei servizi che mancano agli stranieri: Baidu è Google, Weibo è Twitter, WeChat è Facebook, Instagram e WhatsApp, Alipay è Paypal, Youku è YouTube e l'elenco potrebbe continuare.